# Trimeresurus gramineus
Trimeresurus gramineus là một loài rắn trong họ Rắn lục. Loài này được Shaw mô tả khoa học đầu tiên năm 1802.

## Hình ảnh

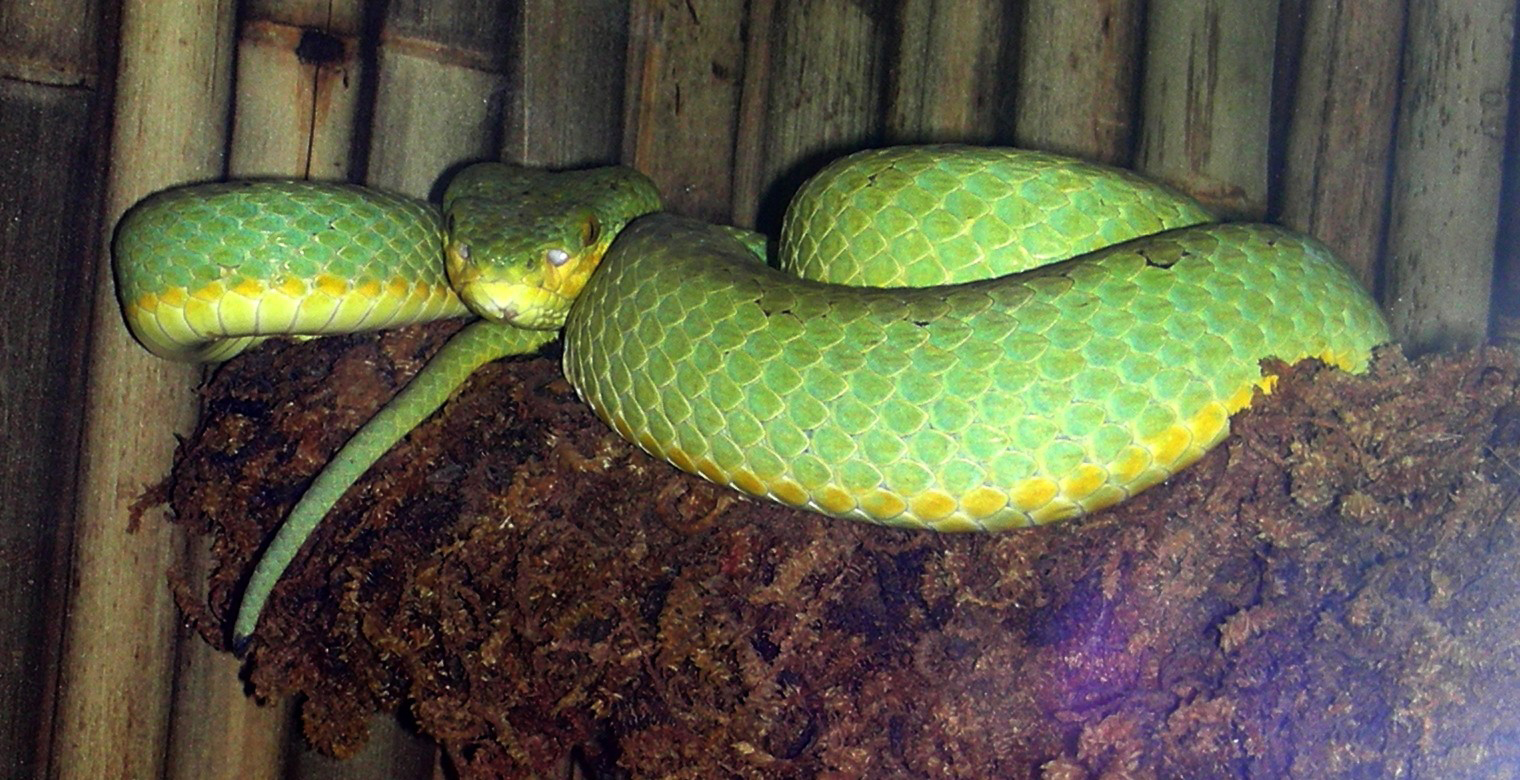
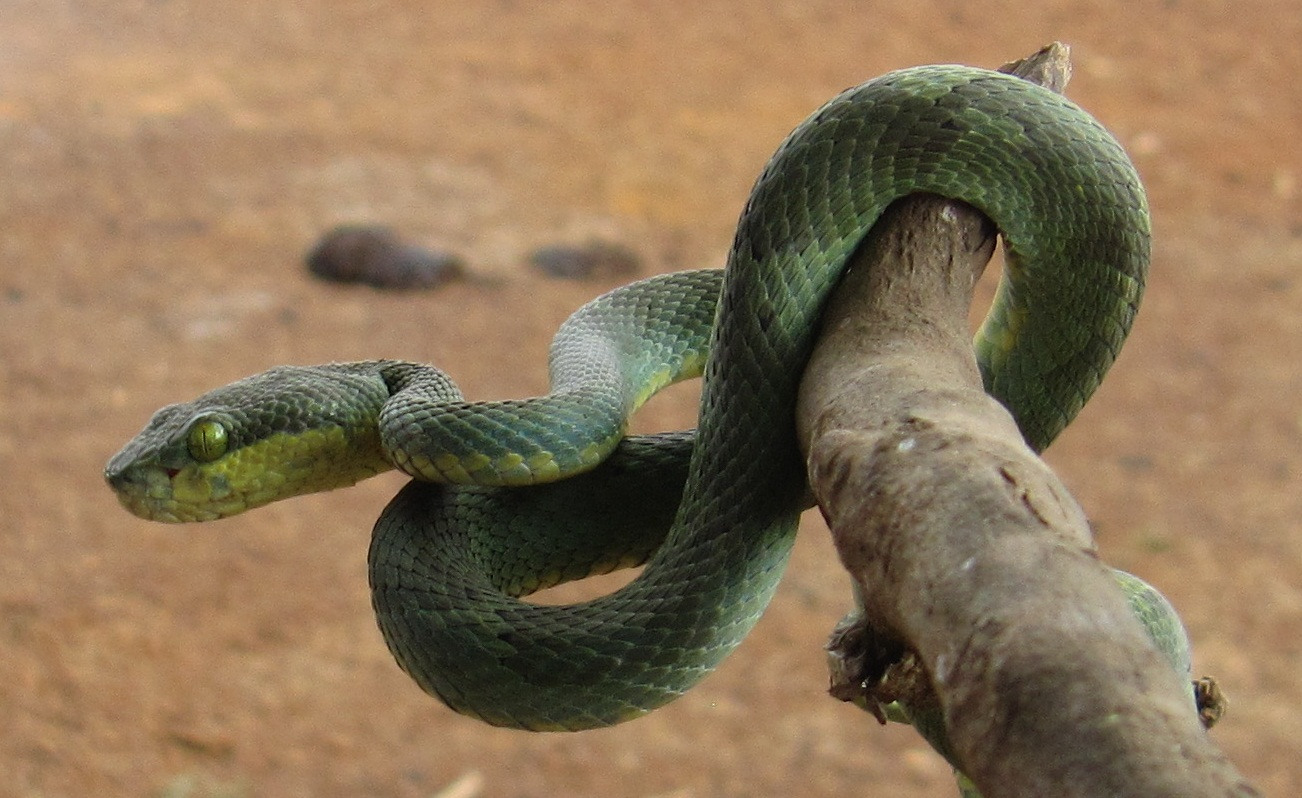
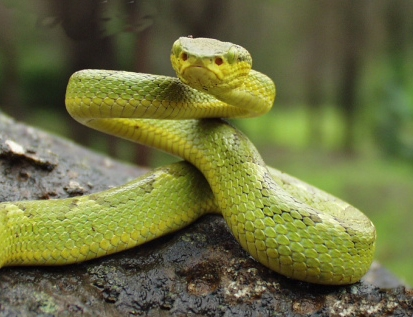
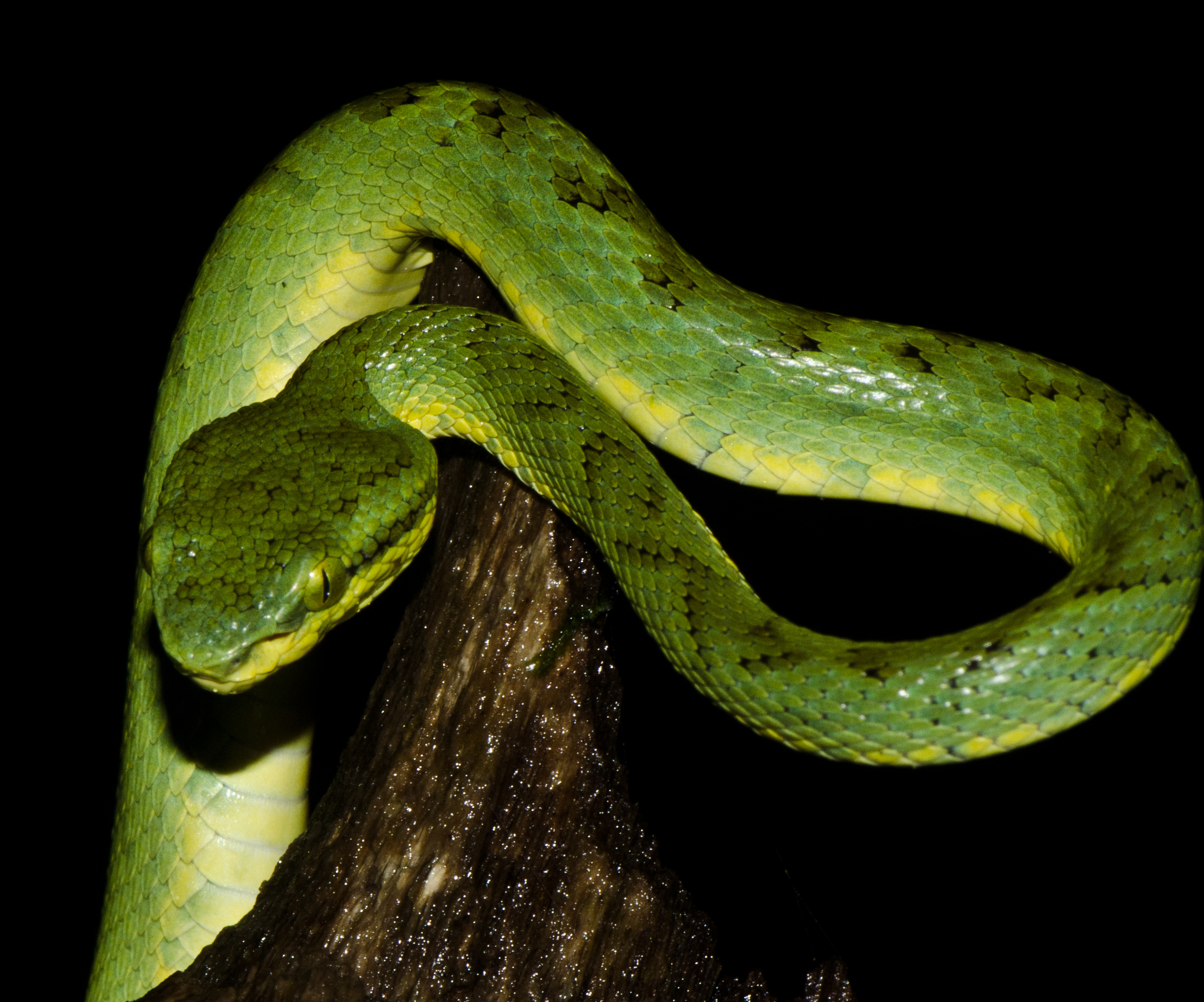